# Maksïm Jalmağambetov
Maksïm Jalmağambetov (in kazako Максим Нұрланұлы Жалмағамбетов?, in russo Максим Нурланович Жалмагамбетов?, Maksim Nurlanovič Žalmagambetov; Astana, 11 luglio 1983) è un ex calciatore kazako, di ruolo difensore.